# 296P/Garradd
296P/Garradd, komet Jupiterove obitelji